# You’ll Think of Me
«You’ll Think of Me» — песня в стиле кантри австралийского исполнителя кантри-музыки Кита Урбана. Песня была написана такими известными авторами, как Darrell Brown, Ty Lacy и Dennis Matkosky. Это четвёртый сингл из студийного альбома «Golden Road» 2002 года. В Соединённых Штатах сингл оказался весьма успешным, достигнув первого места за 2 недели пребывания в чарте Hot Country Songs журнала Billboard, а также 24-го места в чате Billboard Hot 100. Он также достиг 2 места в чартах Adult Contemporary.
Rolling Stone поместил песню на 185-е место в своем рейтинге 200 величайших кантри-песен всех времен.

## Участники записи
Как указано в буклете.
- Keith Urban - Фронтмен, бэк-вокал и ритм-гитара
- Tom Bukovac - Ритм-гитара
- Matt Chamberlain - Ударная установка
- Eric Darken — Ударные музыкальные инструменты
- Dan Dugmore — Гитары
- Steve Nathan — Клавишные музыкальные инструменты
- Jimmie Lee Sloas — Бас-гитара
- Russell Terrell — Бэк-вокал

## Позиции в чартах
| Чарты 2004—2005 гг.                | Наивысшая позиция |
| ---------------------------------- | ----------------- |
| США (Billboard Hot 100)            | 24                |
| США (Billboard Hot Country Songs)  | 1                 |
| США (Billboard Adult Contemporary) | 2                 |
| США (Billboard Mainstream Top 40)  | 38                |
| США (Billboard Adult Top 40)       | 6                 |